# Adler 3t
L'Adler 3t est un camion léger du constructeur allemand Adler sorti en 1908.

## Production
L’entreprise basée à Francfort-sur-le-Main a commencé à produire des automobiles en 1900. Le nom de la marque était Adler.

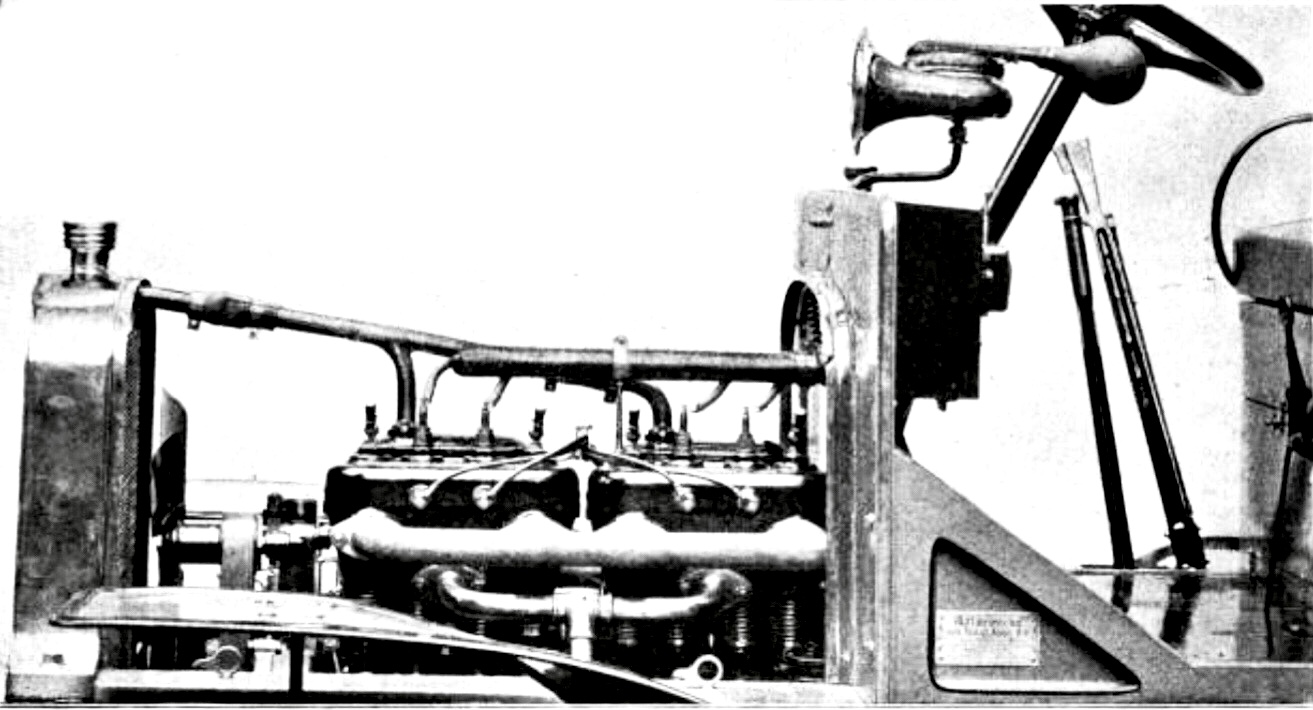
Moteur quatre cylindres 8/15 CV, radiateur et ventilateur, colonne de direction, levier de frein à main, klaxon à bille, numéro de châssis à l’intérieur du triangle du cadre. (1908) Adler 3t

L’Adler 3t  a été présenté pour la première fois à la foire anniversaire de la brasserie et de l’exposant de machines à Berlin en 1908. Le camion est équipé du moteur quatre cylindres à longue course 8/15. Le moteur, connu des voitures particulières depuis 1907, avait une cylindrée de 2011 cm³. L’alésage était de 80 mm et la course de 100 mm. La puissance maximale du moteur de 15 HP a été atteinte à 1300 tr/min. Le moteur, qui était équipé de trois paliers lisses, avait un système d’allumage combiné composé d’un allumage par batterie et d’un allumage magnétique. L’alimentation en carburant du carburateur flottant à segments auto-développé était assurée par la chute d’essence. Dans des conditions montagneuses, le moteur plus puissant de 18/20 CV pouvait également être commandé. L’unité moteur-transmission avait 4 vitesses, contrairement à la voiture, et était reliée au cadre par trois découplages élastiques. Il s’agissait d’éloigner la torsion nocive du cadre de l’unité d’entraînement. La lubrification par circulation brevetée du moteur via une pompe à engrenages pouvait être surveillée via un voyant sur la cloison. Le refroidissement avec pompe à eau et radiateur aux dimensions généreuses était en outre soutenu par un ventilateur. Parmi les transmissions à quatre vitesses, seules les vitesses maximales de 4 km/h et 16 km/h sont connues pour les première et quatrième vitesses. La puissance du moteur est initialement transmise au différentiel de l’essieu arrière par l’intermédiaire d’un arbre à cardan. De là, le couple est transmis aux roues arrière via un carter de chaîne fermé avec un dispositif de tension. Les freins n’agissent que sur les roues arrière. Le plateau a des dimensions d’une longueur de 3000 mm et d’une largeur de 2000 mm. Les parois latérales et arrière peuvent être rabattues. Le plancher de chargement est recouvert de quelques rails en fer pour la protection.